# Carenage
Pour les articles homonymes, voir Carénage.
Carenage est une agglomération de la république de Trinité-et-Tobago. Elle est située au nord-ouest de l'île de Trinité, dans la région de Diego Martin, 
Le nom dérive de la pratique du carénage de bateaux à voile pour leur entretien, qui y a été faite pendant de nombreuses années.